# Made Again
Made Again è il quarto album dal vivo del gruppo musicale britannico Marillion, pubblicato nel 1996 dalla EMI.

## Descrizione
Il primo disco contiene una selezione di sei brani eseguiti nel 1991 a Londra e altrettanti nel 1995 a Rotterdam, mentre il secondo disco contiene l'intera esecuzione del settimo album in studio Brave avvenuta a Parigi nel 1994.

## Tracce
Testi e musiche di Steve Hogarth, Steve Rothery, Mark Kelly, Pete Trewavas e Ian Mosley, eccetto dove indicato.
CD 1
- London

1. Splintering Heart – 6:34
2. Easter – 6:24
3. No One Can – 4:44
4. Waiting to Happen – 5:08
5. Cover My Eyes – 4:05
6. The Space – 6:34 (Steve Hogarth, Colin Woore, Fergus Harper, Geoff Dugmore, Steve Rothery, Mark Kelly, Pete Trewavas)

- Rotterdam

1. Hooks in You – 3:01 (Steve Hogarth, Pete Trewavas, Steve Rothery, Mark Kelly, Ian Mosley, John Helmer)
2. Beautiful – 5:37
3. Kayleigh – 4:00 (Mark Kelly, Steve Rothery, Derek Dick, Pete Trewavas)
4. Lavender – 4:19 (Derek Dick, Mark Kelly, Steve Rothery, Pete Trewavas, Ian Mosley)
5. Afraid of Sunlight – 6:54 (Steve Hogarth, Pete Trewavas, Steve Rothery, Mark Kelly, Ian Mosley, John Helmer)
6. King – 7:26

CD 2 – Brave Live in Paris
1. Bridge – 3:26 (Steve Hogarth, John Helmer, Pete Trewavas, Steve Rothery, Mark Kelly, Ian Mosley)
2. Living with the Big Lie – 6:48
3. Runaway – 4:46
4. Goodbye to All That – 0:40
5. Wave – 1:21
6. Mad – 1:24
7. The Opium Den – 2:38
8. The Slide – 4:09
9. Standing in the Swing – 2:11
10. Hard as Love – 6:58 (Steve Hogarth, Pete Trewavas, Steve Rothery, Mark Kelly, Ian Mosley, John Helmer)
11. The Hollow Man – 4:33 (Steve Hogarth, John Helmer, Pete Trewavas, Steve Rothery, Mark Kelly, Ian Mosley)
12. Alone Again in the Lap of Luxury – 6:43
13. Now Wash Your Hands – 1:15
14. Paper Lies – 5:34 (Steve Hogarth, John Helmer, Pete Trewavas, Steve Rothery, Mark Kelly, Ian Mosley)
15. Brave – 8:39
16. The Great Escape – 1:17 (Steve Hogarth, Pete Trewavas, Steve Rothery, Mark Kelly, Ian Mosley, John Helmer)
17. The Last of You – 2:42 (Steve Hogarth, Pete Trewavas, Steve Rothery, Mark Kelly, Ian Mosley, John Helmer)
18. Fallin' from the Moon – 3:27 (Steve Hogarth, Pete Trewavas, Steve Rothery, Mark Kelly, Ian Mosley, John Helmer)
19. Made Again – 5:24

## Formazione
Gruppo
- Steve Hogarth – voce principale, tastiera, chitarra, percussioni, MIDI Gloves
- Steve Rothery – chitarra elettrica e acustica
- Pete Trewavas – basso, chitarra acustica, moog bass pedals, MIDI pedals, cori
- Mark Kelly – tastiera, campionatore, effetti sonori, cori
- Ian Mosley – batteria

Produzione
- Nigel Luby – registrazione (CD 1: tracce 1-6)
- Phil Beaumont – registrazione (CD 1: tracce 1-6)
- Chris Hedge – registrazione (CD 1), missaggio, ingegneria al missaggio
- Paul "Pab" Boothroyd – registrazione (CD 1: tracce 7-12)
- Dave Meegan – registrazione (CD 2)
- The Manor Mobile – registrazione (CD 2)
- Stewart Hevery – ingegneria al missaggio

## Classifiche
| Classifica (1996) | Posizione massima |
| ----------------- | ----------------- |
| Paesi Bassi       | 35                |
| Regno Unito       | 37                |
| Scozia            | 47                |